# Baja Malibú
Baja Malibú är en ort i Mexiko.   Den ligger i kommunen Tijuana och delstaten Baja California, i den nordvästra delen av landet, 2 300 km nordväst om huvudstaden Mexico City. Baja Malibú ligger 72 meter över havet och antalet invånare är 312.
Terrängen runt Baja Malibú är varierad. Havet är nära Baja Malibú åt sydväst. Runt Baja Malibú är det tätbefolkat, med 913 invånare per kvadratkilometer. Närmaste större samhälle är Tijuana, 12,0 km nordost om Baja Malibú.